# Billy McKinlay
William Alexander McKinlay (Glasgow, 22 aprile 1969) è un allenatore di calcio ed ex calciatore scozzese, attualmente vice allenatore dell'Everton.

## Carriera

### Giocatore
Nel 2014 è stato inserito nella hall of fame del Dundee Utd.

### Allenatore
Dal 9 agosto 2005 diventa vice di Ray Lewington alla guida delle riserve del Fulham. Il 21 dicembre 2007 viene nominato allenatore interim insieme a Ray Lewington per la guida della prima squadra del Fulham. Il 28 dicembre lasciano la guida a Roy Hodgson, Ray diventa vice e Billy ritorna alla guida della squadra riserva e viene nominato anche osservatore. Il 2 febbraio 2012 diventa vice allenatore di Martin Jol alla guida del Fulham.
L'8 febbraio viene nominato vice allenatore di Michael O'Neill per l'Irlanda del Nord. Il 2 dicembre 2013 lascia il ruolo di vice del Fulham dopo l'esonero di Martin Jol.
Il 22 settembre 2014 diventa vice allenatore di Oscar Garcia al Watford. Il 29 settembre viene nominato allenatore del Watford. Il giorno seguente lascia anche il ruolo di vice dell'Irlanda del Nord. Il 7 ottobre viene esonerato dall'incarico, venendo sostituito da Slaviša Jokanović.
Il 28 novembre passa al Real Sociedad, dove ricopre il ruolo di vice al fianco di David Moyes. Il 9 novembre 2015 viene esonerato assieme a Moyes.
Il 30 novembre 2015 viene ingaggiato dai norvegesi dello Stabæk, a cui si lega con un contratto valido a partire dal 1º gennaio 2016. L'8 luglio 2016, a seguito dell'eliminazione dall'Europa League 2016-2017 per mano del Connah's Quay nel primo turno di qualificazione alla competizione, McKinlay è stato esonerato.

## Palmarès

### Giocatore

#### Competizioni nazionali
- Coppa di Scozia: 1

Dundee United: 1993-1994

#### Individuale
- Miglior giovane dell'anno della SPFA: 1

1988-1989